# Thereianthus juncifolius
Thereianthus juncifolius är en irisväxtart som först beskrevs av John Gilbert Baker, och fick sitt nu gällande namn av Gwendoline Joyce Lewis. Thereianthus juncifolius ingår i släktet Thereianthus och familjen irisväxter. Inga underarter finns listade i Catalogue of Life.